# Vrilissia

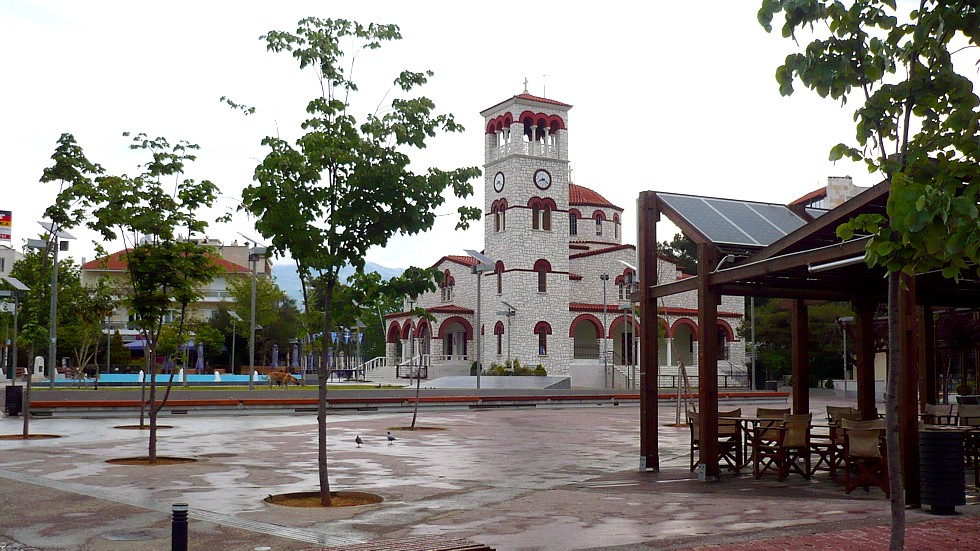
Analipseos Square

Vrilissia (grego: Βριλήσσια) é uma pequena cidade perto de Atenas, em Attica, Grécia. Cerca de 40.000 pessoas vivem lá. Ele está localizado na ponta nordeste da metrópole de Atenas e é acessado por Attiki Odos, o comboio suburbano e metropolitano de trânsito. 
É uma bela área com lotes de praças, parques e uma pequena área florestal perto da montanha de Pendeli. 
Vrilissia é um gêmeo cidade de Nápoles, em Itália com a qual ela organiza bazares e Ottweiler na Alemanha, onde uma ponte principal tem o nome da cidade grega. 